# Horcajo de Montemayor
Horcajo de Montemayor – gmina w Hiszpanii, w prowincji Salamanka, w Kastylii i León, o powierzchni 29,98 km². W 2011 roku gmina liczyła 162 mieszkańców.